# Erich Koch-Weser

Erich Koch (vor 1919)

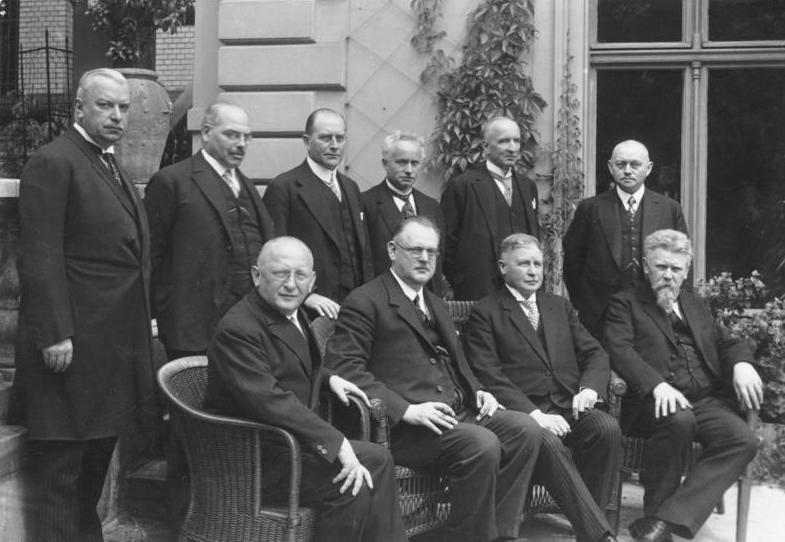
Das Kabinett Müller-Franken 1928. Vorne links sitzt Erich Koch-Weser.

Erich Friedrich Ludwig Koch-Weser (geborener Koch; * 26. Februar 1875 in Bremerhaven; † 19. Oktober 1944 auf der Fazenda Janeta in Rolândia, Bundesstaat Paraná, Brasilien) war ein deutscher Jurist und Politiker (DDP). Er war Minister in der Weimarer Republik und Bürgermeister von Kassel.

## Biografie

### Werdegang und Lebenslauf
Erich Koch (den herkunftsbezeichnenden Namensteil Weser legte er sich erst 1927 zu, um sich von anderen Reichstagsabgeordneten gleichen Namens zu unterscheiden) war Sohn des Oberlehrers Anton Koch (1836–1876), eines evangelischen Schulvorstehers in Bremerhaven, und der Minna Löwenstein (1841–1930), Tochter eines jüdischen Kaufmanns aus Burhave.
Er besuchte von 1884 bis 1893 das Alte Gymnasium in Oldenburg und studierte nach dem Abitur von 1893 bis 1897 Rechtswissenschaften und Volkswirtschaft an der Universität Lausanne, der Universität Bonn, der Universität München und der Friedrich-Wilhelms-Universität zu Berlin und promovierte zum Dr. jur. In München freundete er sich mit Thomas Mann an. Von 1897 bis 1898 absolvierte er seinen Wehrdienst als Einjährig-Freiwilliger und von 1898 bis 1902 war er Referendar und Assessor in Oldenburg. 1909 wurde er Stadtdirektor von Bremerhaven als Nachfolger von Adolf Hagemann.
In den Jahren 1913 bis 1919 war er Oberbürgermeister der Stadt Kassel. 1919 wurde er – noch unter dem Namen Erich Koch (Cassel) – für die DDP Mitglied der verfassunggebenden Deutschen Nationalversammlung in Weimar und gehörte dort dem Ausschuss zur Vorberatung der Verfassung des Deutschen Reichs an. 1920 wurde er im Wahlkreis Weser-Ems zum Mitglied des Reichstags gewählt. Er war vom 3. Oktober 1919 bis zum 4. Mai 1921 Reichsminister des Innern in den Kabinetten Bauer, Müller I und Fehrenbach, vom 27. März 1920 bis zum 21. Juni 1920 im Kabinett Müller I zugleich Vizekanzler, und vom 28. Juni 1928 bis zum 13. April 1929 war er Reichsminister der Justiz im Kabinett Müller II. Er setzte sich unter anderem für die rechtliche Gleichstellung der Frau, für eine Reform des Ehescheidungsrechts und für die Abschaffung der Todesstrafe ein.
Nach dem Ausscheiden aus dem Innenministerium 1921 sowie noch dem endgültigen Ausscheiden aus der Politik ab 1930 arbeitete er – zum Schluss in gemeinsamer Kanzlei mit seinem Sohn Reimer – als Rechtsanwalt und Notar in Berlin. Wegen der jüdischen Abstammung seiner Mutter wurde Koch-Weser am 14. Juli 1933 von den Nationalsozialisten gemäß § 3 des NS-Gesetzes zur Wiederherstellung des Berufsbeamtentums als Notar entlassen. Am 1. August des gleichen Jahres verlor er darüber hinaus gemäß § 1 des NS-Gesetzes über die Zulassung zur Rechtsanwaltschaft die Zulassung zur Anwaltschaft. Diese erhielt er am 26. August durch Fürsprache des Reichspräsidenten Paul von Hindenburg zurück.
Sein 1933 erschienenes Buch Und dennoch aufwärts. Eine deutsche Nachkriegsbilanz, in dem er sich kritisch mit dem Einfluss der Parteien in der Weimarer Republik auseinandersetzte, wurde zunächst im Februar 1933 verboten und fiel im Mai 1933 den Bücherverbrennungen zum Opfer.
Mit seiner Ehefrau Irma und vier Söhnen schiffte er sich Ende 1933 in seiner Heimatstadt Bremerhaven auf dem Lloyd-Dampfer Madrid nach Südamerika ein und emigrierte nach Brasilien. Hier kaufte er eine 100 Hektar große Kaffeeplantage – die Fazenda Janeta – in der Provinz Nordparaná im Bundesstaat Paraná nahe der von seinem Freund, dem Tropenlandwirt Oswald Nixdorf, gegründeten Stadt Rolândia, einer weithin bekannten Kolonie deutscher Siedler. In dieser Urwaldplantage – benannt nach dem Wahrzeichen Bremer Roland – wohnten 400 deutsche Familien. An der Entwicklung der Siedlung hatte Koch-Weser wesentlichen Anteil. Er beriet auch die brasilianische Regierung (von 1930 bis 1945 regierte Getúlio Vargas als Präsident).
1935, 1936 und 1937 erfolgten letzte Deutschland-Besuche, so reiste er nach Berlin und Leipzig. Zu Beginn der 1940er Jahre verfasste Koch-Weser verschiedene Arbeiten zur Vergangenheit und Zukunft Deutschlands. Sie waren geprägt durch ein tiefes Misstrauen gegenüber den Parteien, deren Rolle er in seinen Verfassungsentwürfen für eine neue deutsche Republik nach dem Zweiten Weltkrieg stark beschnitt. Stattdessen befürwortete er nun eine berufsständische Vertretung und eine Ausweitung der Kompetenzen des Reichspräsidenten in einem dezentralisierten Einheitsstaat.
Koch-Weser starb am 19. Oktober 1944 auf der Fazenda Janeta. Seine Vorschläge wurden erst nach seinem Tode teilweise veröffentlicht.

### Politik

#### Partei
Erich Koch beteiligte sich 1918 an der Gründung der DDP und war von 1924 bis 1930 Parteivorsitzender der DDP im Reich. Er gehörte dem Reichsbanner Schwarz-Rot-Gold an.
Im Juli 1930 führte Koch-Weser – ohne Wissen der DDP-Reichstagsfraktion – Fusionsverhandlungen mit dem Jungdeutschen Orden von Artur Mahraun, die zur Gründung der Deutschen Staatspartei führten. Angesichts der Wahlniederlage seiner Partei bei der Reichstagswahl trat Koch-Weser im Oktober 1930 vom Parteivorsitz und von allen anderen politischen Ämtern zurück.

#### Abgeordneter

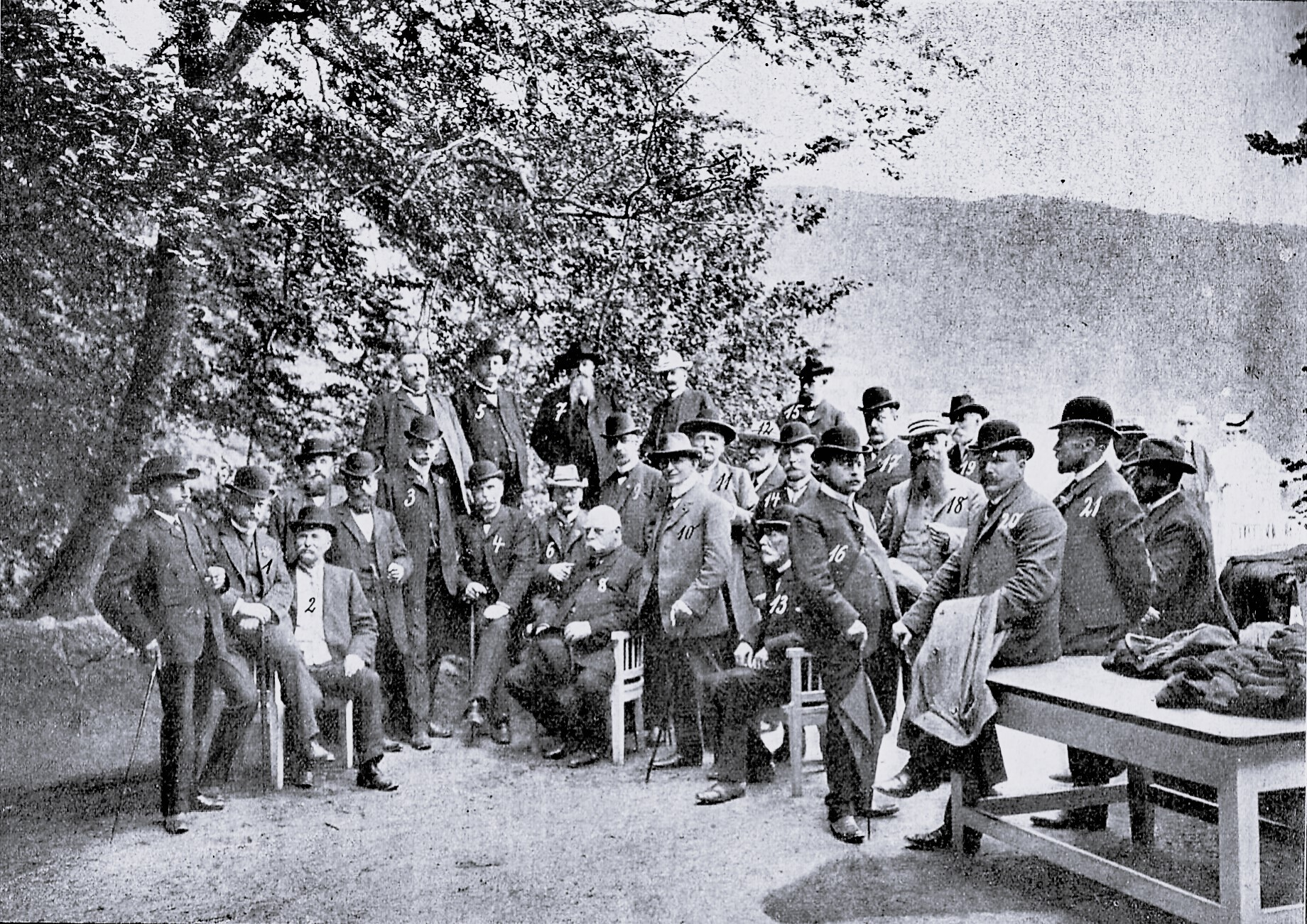
Bürgermeister (10) auf Landtagsfahrt ins Fürstentum Lübeck (1907)

Von 1901 bis 1909 war Koch Mitglied des Oldenburgischen Landtages. Von 1909 bis 1913 gehörte er der Bremischen Bürgerschaft an. Von 1913 bis 1918 war er durch sein Amt als Oberbürgermeister von Kassel zugleich Mitglied des Preußischen Herrenhauses. Er fungierte in diesem Gremium als Berichterstatter der Gesetzesvorlage zur Einführung des Allgemeinen Wahlrechts in Preußen, für das er entschieden plädierte.
Ab 1919 saß er – mit dem Ortszusatz „Cassel“ im Namen – für die DDP in der Weimarer Nationalversammlung und gehörte dort demjenigen Ausschuss an, der die Vorberatung des Verfassungsentwurfs zur Aufgabe hatte.
1920 wurde er im Wahlkreis Weser-Ems in den Reichstag gewählt. Er gehörte ihm bis Oktober 1930 an, 1924 bis 1928 als Vorsitzender der DDP-Fraktion.

#### Öffentliche Ämter
Nachdem Erich Koch im Sommer 1900 bereits den erkrankten Bürgermeister Otto Willms vertreten hatte, wurde er nach dessen Tod in der Zeit von 1901 bis 1909 selbst Bürgermeister von Delmenhorst. Ab 2. April 1909 amtierte er als Stadtdirektor in Bremerhaven und von 1913 bis 1919 als Oberbürgermeister von Kassel und wirkte im hessischen Kommunal- und Provinzialtag sowie in den Vorständen des Preußischen und des Deutschen Städtetages mit.
Erich Koch amtierte vom 3. Oktober 1919 bis zum 4. Mai 1921 als Reichsinnenminister im Kabinett Bauer, im Kabinett Müller I (hier zudem als Vizekanzler) und im Kabinett Fehrenbach.
Nach dem Scheitern des Kabinetts Luther I erhielt Koch von Reichspräsident Hindenburg im Dezember 1925 den Auftrag zur Regierungsbildung. Er scheiterte allerdings an dem Unwillen der SPD, in die Regierung einzutreten.
Im Juni 1928 wurde Koch-Weser als Reichsjustizminister in das Kabinett Müller II berufen. Damit unterstützte er den SPD-Reichskanzler Müller-Franken, obwohl die SPD Kochs eigene Regierungsbildung drei Jahre zuvor verhindert hatte. Koch-Weser sah jedoch im Bündnis von Arbeiterschaft und Bürgertum die Grundlage zur Erhaltung der Demokratie und vermied Streitpunkte, die zu einem Bruch der Koalition hätten führen können.
Als eines der ersten Gesetze nach den Maiwahlen passierte die seit langem geforderte und hart umkämpfte „Koch-Amnestie“ für politische Straftäter vom 14. Juli 1928 den Reichstag, die zu den so genannten „Reichsamnestien“ der Weimarer Republik gehört und nach dem Minister Koch-Weser benannt ist, auf den sie im Wesentlichen zurückgeht. Infolge des Straferlasses kamen neben dem Kommunisten Max Hölz und dem Spion Gustav Wölkerling auch die Rathenau-Mörder Ernst Werner Techow und Wilhelm Günther frei. Den Ideen seines Parteifreunds und Amtsvorgängers Eugen Schiffer folgend unternahm Koch-Weser während seiner kurzen Amtszeit erste Schritte zur Verwirklichung einer so genannten „großen Justizreform“. Diese Bemühungen fanden mit seinem Rücktritt am 13. April 1929 ein Ende. Bereits vorher war Koch-Weser, ein überzeugter Anhänger der Republik, in seinen Äußerungen zunehmend resignativ. Er verlor sein Ministeramt bei der Regierungsumbildung an Theodor von Guérard vom Zentrum, da die DDP aufgrund ihrer schwachen Stellung mit nur noch 4,9 Prozent der Stimmen keine zwei Kabinettsposten mehr beanspruchen konnte.
Als im Juli 1930 Reichstagsneuwahlen für September 1930 angesetzt wurden, schloss Koch-Weser mit einigen weiteren Demokraten die DDP mit der Volksnationalen Reichsvereinigung des Jungdeutschen Ordens zur Deutschen Staatspartei zusammen. Die Vereinigung erfolgte unvorbereitet und hastig und so folgten die Parteigremien der Demokraten, die erst nachträglich von dem Zusammenschluss informiert worden waren, nur mit Unmut. In der Folge scheiterte die neue Partei auch in den Wahlen und erhielt nur 3,8 Prozent der Stimmen. Das Bündnis zerbrach kurze Zeit später. Im Oktober 1930 legte Koch-Weser zunächst den Parteivorsitz, später auch sein Reichstagsmandat nieder.

### Familie
Erich Koch war zweimal verheiratet: zunächst von 1903 bis 1923 mit Berta geb. Fortmann (1880–1923), Tochter des Oberlandesgerichtsrates August Fortmann (1846–1935), und nach deren Tod von 1925 bis 1944 mit Irma geb. von Blanquet (1897–1970), Tochter des Generalleutnants Otto von Blanquet (1848–1913). Aus der ersten Ehe gingen vier Söhne und eine Tochter hervor, aus der zweiten zwei Söhne. Zwei seiner Neffen waren zeitweise ebenfalls politisch aktiv: Ekhard Koch (1902–2000) wurde oldenburgischer Verwaltungspräsident und war zuvor Staatssekretär in Hannover; Harald Koch (1907–1992) war oldenburgischer Finanzminister, hessischer Wirtschafts- und Verkehrsminister und SPD-Bundestagsabgeordneter.
Der frühere Weltbankvizepräsident und Staatssekretär im Bundesfinanzministerium Caio Koch-Weser ist sein Enkel.

## Ehrungen

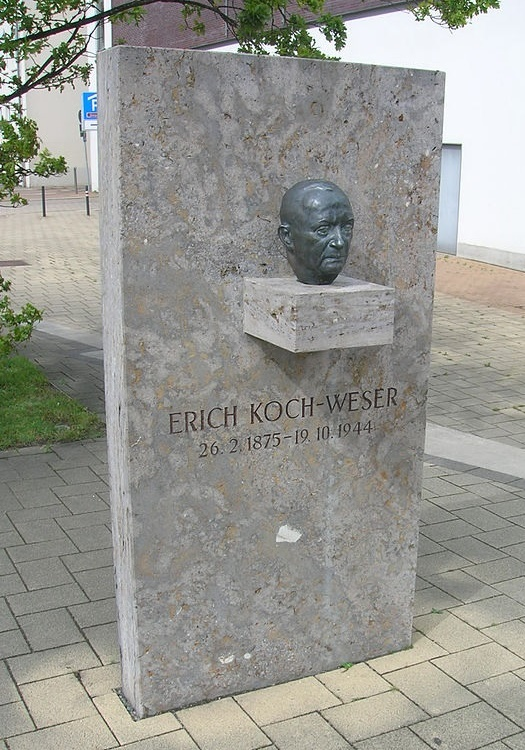
Denkmal in Bremerhaven

- Erster Ehrenbürger von Delmenhorst (22. Mai 1928)
- Bürgermeister-Koch-Straße in Delmenhorst-Düsternort
- Erich-Koch-Weser-Platz zwischen Haus S der Hochschule Bremerhaven und dem Havenhaus
- Bronzebüste in Bremerhaven auf dem Erich-Koch-Weser-Platz

## Werke (Auswahl)
- Die Lebensmittelversorgung im Großen Kriege, Kassel 1915.
- Die Umgestaltung der beiden Häuser des Landtages, veröffentlicht in: Schmollers Jahrbuch für Gesetzgebung, Verwaltung und Volkswirtschaft des Deutschen Reiches 42 (1918), S. 93–128.
- Die Aufgaben des Reichsamts des Innern, ohne Ortsangabe, 1919.
- Einheitsstaat und Selbstverwaltung, Berlin, ohne Jahreszahl, mit dem Titel Vom Kleinstaat zum Reich und zum großdeutschen Einheitsstaat, auch in: Anton Erkelenz (Hrsg.): Zehn Jahre deutsche Republik. Ein Handbuch für republikanische Politik, Berlin 1928, S. 42–97.
- Die Abgrenzung der Zuständigkeit zwischen Reich und Ländern, Berlin/Karlsruhe/Düsseldorf 1929.
- Deutschlands Außenpolitik in der Nachkriegszeit, Berlin 1929.
- Russland von heute – Reisetagebuch eines Politikers, Dresden 1929, Reprint vom Aschenbeck & Holstein Verlag, Delmenhorst/Berlin 2003.
- Und dennoch aufwärts – Eine deutsche Nachkriegs-Bilanz, Ullstein Verlag, Berlin 1933.
- Hitler and beyond. A German testament, A. Knopf, New York 1945.